# Leptodelphax
Leptodelphax är ett släkte av insekter. Leptodelphax ingår i familjen sporrstritar.
Kladogram enligt Catalogue of Life:
| Leptodelphax | \| \| Leptodelphax cyclops \| \| \| \| \| \| Leptodelphax dymas \| \| \| \| \| \| Leptodelphax maculigera \| \| \| \| \| \| Leptodelphax stachi \| \| \| \| |
|              | \| \| Leptodelphax cyclops \| \| \| \| \| \| Leptodelphax dymas \| \| \| \| \| \| Leptodelphax maculigera \| \| \| \| \| \| Leptodelphax stachi \| \| \| \| |
|              | Leptodelphax cyclops |
|              | |
|              | Leptodelphax dymas |
|              | |
|              | Leptodelphax maculigera |
|              | |
|              | Leptodelphax stachi |
|              | |